# Johann Christoph Lauterbach (Musiker)
Johann Christoph Lauterbach (* 24. Juli 1832 in Kulmbach; † 28. März 1918 in Dresden) war ein deutscher Geiger, Konzertmeister und Konservatoriumslehrer sowie Hofrat in Dresden.

## Leben und Wirken

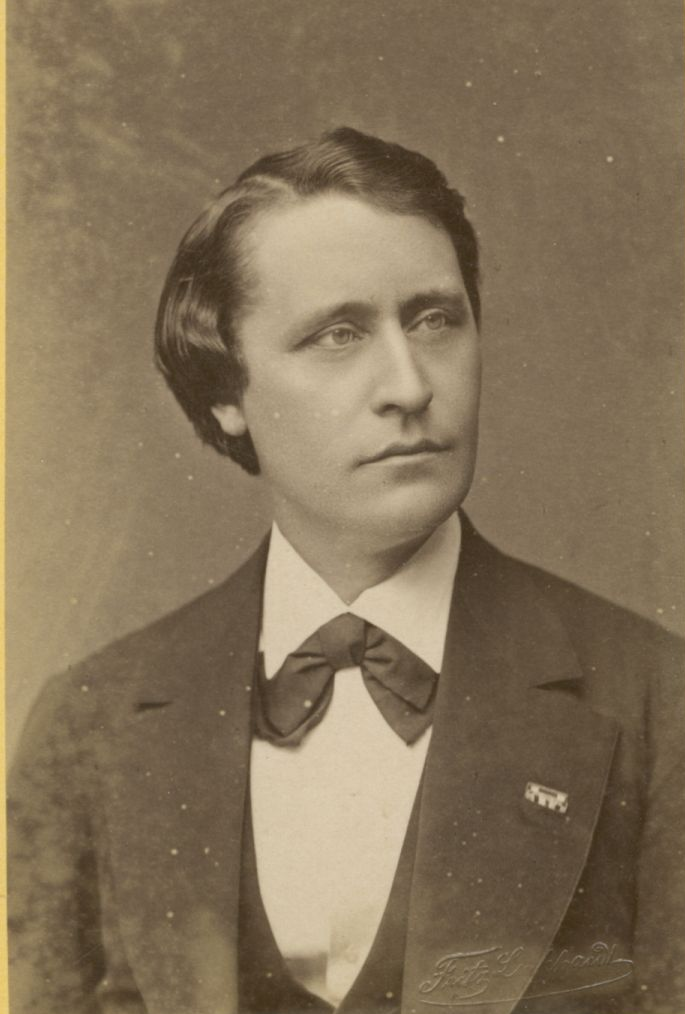
Johann Christoph Lauterbach

Bereits während seiner Schulzeit am örtlichen Gymnasium besuchte er die Königliche Musikschule in Würzburg. Anschließend zog er im Jahr 1850 nach Brüssel, wo er bei Charles-Auguste de Bériot und François-Joseph Fétis am Königlichen Konservatorium das Violinspiel und die Komposition studierte. Zwischenzeitlich wurde er bereits als Dozent für Violine in Vertretung für den immer wieder auf Konzertreisen befindlichen Hubert Léonard eingesetzt. Es folgten  eigene Konzertreisen durch Belgien, Holland und Deutschland, bevor er im Jahr 1853 eine Stelle als Sologeiger, Konzertmeister des Hoforchesters und Dozent am Königlichen Konservatorium in München, der heutigen Hochschule für Musik und Theater München, annahm. Dort entwickelte er sich zu einer beherrschenden musikalischen Persönlichkeit: er gründete ein Streichquartett mit dem  Cellisten Joseph Menter, spielte Violinsonaten mit einheimischen Pianisten und trat häufig in den angesehenen Konzerten der Musikalischen Akademie auf. Im Jahr 1861 folgte er einem Ruf als Konzertmeister und Nachfolger des verstorbenen polnischen Violinvirtuosen Karol Lipiński an die Königlich sächsische Hofkapelle in Dresden. Hier trat er zunächst im Wechsel mit dem dortigen Konzertmeister François Schubert (1808–1878) und ab 1873 als Erster Violinist auf. Zusätzlich war er von 1861 bis 1877 Dozent für das Fach Violine am Konservatorium in Dresden, wo unter anderem Friedrich Seitz sein Schüler war. Zwischenzeitlich übernahm er immer wieder verschiedene Gastauftritte, so unter anderem 1864 und 1865 beim London Philharmonic Orchestra, 1870 in Paris, wo ihm von Kaiser Napoléon III. persönlich eine mit Diamanten besetzte Schnupftabakdose überreicht wurde oder 1873 beim 50. Niederrheinischem Musikfest in Aachen. Im Jahr 1889 zog sich Johann Lauterbach in den vorzeitigen Ruhestand zurück und verstarb im März 1918. 
Lauterbach war zeitlebens ein perfekter und gewissenhafter Violinist und zeichnete sich durch ein reines Spiel und klare Interpretationen aus. Als Komponist trat er kaum in Erscheinung, dafür pflegte er aber insbesondere im Rahmen der Kammermusik die Streich- und Klavierquartette. Verschiedene Verdienstorden sowie die Beförderung zum Hofrat zeugen von der Anerkennung seiner künstlerischen Leistungsfähigkeiten.
Der dänische Komponist Niels Wilhelm Gade (1817–1890) widmete Johann Lauterbach sein Capriccio für Violine und Orchester. Albert Dietrich, der Weggefährte von Robert Schumann, Clara Schumann und Johannes Brahms, widmete „seinem Freunde“ Lauterbach sein einziges Violinkonzert op. 30 d-Moll, das der Violinist unter der Leitung des Komponisten im Februar 1872 in Oldenburg i. O. uraufführte.